# Gregor Hradetzky
Gregor Hradetzky, född 31 januari 1909 i Krems an der Donau, död 29 december 1984 i Bad Kleinkirchheim, var en österrikisk kanotist.
Hradetzky blev olympisk guldmedaljör i K-1 1000 meter vid sommarspelen 1936 i Berlin.